# 기후 변화 부정

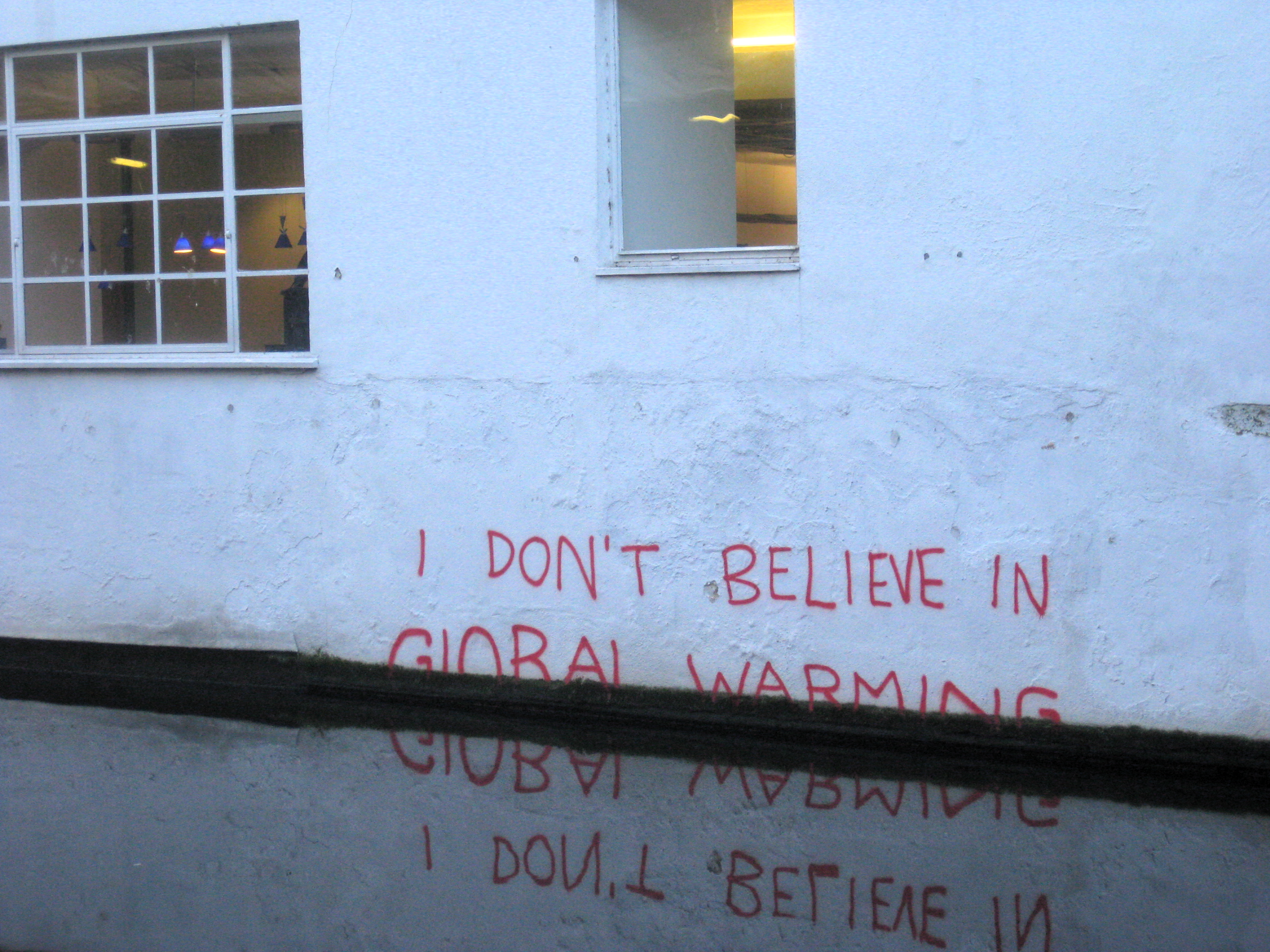

기후 변화 부정(氣候變化否定, 영어: climate change denial, global warming denial)은 지구 온난화가 실제로 일어나지 않고 있다는 주장이다. 현재 이 입장을 지지하는 가장 대표적인 인물은 미국의 도날드 트럼프 전 대통령으로, 자국 우선주의를 내세워 파리 기후 협정에서 탈퇴한 것으로 유명하다.
미국의 저명한 물리학자이자 기후과학자인 스티븐 E. 쿠닌(Steven E. Koonin)은 기후과학이 사람들이 생각하는 것보다 훨씬 정확도가 떨어지며, 현재 기후과학에서 사용하는 모델을 근거로 지구온난화가 사실이라고 주장하기에는 기후과학이 너무 빈약하다고 주장해오고 있다. 특히 그는 2021년 발간한(국내에는 2022년에 번역되어 들어옴) "지구를 구한다는 거짓말(원 제목 : 'Unsettled : What Climate Science Tells Us, What It Doesn't, and Why It Matters')"을 통해 기후과학의 빈약함에 대해 설파했다. 이 책은 발간 후 수많은 지식인들에 의해 비판받았고, 그 자신의 과거 제자에게도 비판을 받았다.